# Crain Communications
Crain Communications Inc é um conglomerado americano de publicação multissetorial com sede em Detroit, Michigan, com 13 subsidiárias não americanas.

## História
G. D. Crain, anteriormente editor do jornal Louisville Herald, fundou a Crain Communications em Louisville, Kentucky, em 1916, publicando dois artigos: Class (que mais tarde se tornou BtoB) e Hospital Management (vendido em 1952). A equipe mudou-se para Chicago no final de 1916. A Advertising Age foi fundada em 1930, com Sidney R. Bernstein como seu primeiro editor. A empresa mudou seu nome para Crain Communications em 1969.
G. D. Crain morreu em 1973 e foi sucedido por sua viúva, Gertrude Crain, que presidiu a empresa até 1996. Sob seu comando, a empresa passou a ter 27 jornais e revistas. O filho Keith Crain a substituiu como presidente em 1997. Após a morte de seu pai, Rance Crain tornou-se presidente da Crain Communications em 1974.
Desde 2012, a Crain possui cerca de trinta publicações sobre negócios, comércio e consumo e sites relacionados na América do Norte, Europa e Ásia, com mais de 850 funcionários em 14 localidades espalhadas por esses continentes.
Em 2001, a empresa mudou sua sede corporativa para o complexo Brewery Park, na Gratiot Avenue, no centro de Detroit, como parte de uma iniciativa para consolidar seus funcionários em Detroit em uma instalação.

## Principais publicações

### Advertising Age
Também conhecida como Ad Age, a Advertising Age foi fundada em 1930. Inclui um jornal semanal, um site, boletins eletrônicos, podcasts e blogs. Embora pertencente a uma editora de Chicago, a Advertising Age está sediada em Nova Iorque.
Em 2013, a revista BtoB da Crain para profissionais de marketing de negócios foi absorvida pela Advertising Age.

### Automotive News
A Automotive News, com sede em Detroit, foi fundada em 1925 pela Slocum Publishing, comprada posteriormente pela Crain Communications em 1971. A revista semanal cobre notícias de negócios automotivos locais, incluindo engenharia, design, produção e fornecedores. A revista comercial também cobre notícias automotivas internacionais com a Automotive News Europe, a Automobilwoche (uma revista alemã para executivos do setor automotivo) e a Automotive News China. O público da Automotive News consiste principalmente de revendedores de automóveis.

### Autoweek
A Autoweek, originalmente uma newsletter quinzenal do automobilismo, foi comprada pela Crain Communications em 1977 e acabou se tornando uma revista para entusiastas do automobilismo em 1986. A revista cobre resenhas de veículos, tendências, novos produtos, corridas, personalidades, cobertura de exposições de automóveis e muito mais. Seu site fornece notícias de última hora, galerias de fotos e podcasts.

### Crain's Cleveland Business
O Cleveland Business de Crain é um jornal semanal que fornece notícias e informações sobre negócios locais para os executivos de negócios de Cleveland.

### Crain's Chicago Business
Publicado pela primeira vez em 1978, o Crain's Chicago Business é um jornal semanal que fornece notícias e informações sobre negócios locais aos executivos de negócios de Chicago. O site da publicação tem mais de 175 mil usuários registrados e a circulação de impressões é superior a cinquenta mil.

### Crain's Detroit Business
O Crain's Detroit Business atende à comunidade empresarial do sudeste do Michigan com notícias e informações pertinentes. A cobertura de mídia inclui assistência médica, bancos/finanças, esportes, manufatura, governo/políticas públicas, tecnologia, educação, imóveis, direito, empreendedorismo, publicidade/marketing, defesa, serviços, varejo, alimentos, hospitalidade/turismo, ciências da vida, energia e transporte.

### Crain's New York Business
O Crain's New York Business publica diariamente e semanalmente edições digitais e impressas de notícias de negócios locais. Ele fornece notícias sobre publicidade e marketing, bancos, economia, educação, saúde, hospitalidade e turismo, recursos humanos, mídia e entretenimento, política, imóveis, restaurantes, varejo/vestuário e pequenas empresas.

### Modern Healthcare
A Crain Communications adquiriu a Modern Healthcare da McGraw-Hill em 1976. A Modern Healthcare oferece uma revista impressa semanal, site, quatro boletins eletrônicos diários ("Modern Healthcare AM", "Dose Diária", "Daily Finance" e "Health IT Strategist") e e-mails que relatam notícias e tendências de negócios em saúde. A Modern Helthcare pode ser acessada por meio de um boletim eletrônico diário, e-mail, canais de mídia social e site.